# Twista
Twista, anciennement Tung Twista, de son vrai nom Carl Terrell Mitchell, né le 27 novembre 1973 à Chicago, dans l'Illinois, est un rappeur et producteur américain. Il est surtout connu pour avoir un flow très rapide.

## Biographie

### Jeunesse et débuts (1973–2001)
Carl Terrell Mitchell est né le 27 novembre 1973 à Chicago, dans l'Illinois, et a grandi à North Lawndale, un quartier de l'ouest de Chicago. Il commence à rapper à l'âge de douze ans.
Son phrasé ultra-rapide et ses rimes en rafales permettent à Tung Twista de se faire connaître auprès de Zoo Entertainment, un label affilié à BMG. En 1991, alors âgé de 18 ans, il publie son tout premier album, Runnin' Off at da Mouth, très inspiré par A Tribe Called Quest et les Native Tongues. Ceci lui permet de « faire son trou » dans le milieu rap de Chicago, encore au stade de ses premiers balbutiements. Ce disque arrive dans les bureaux de Loud Records, entreprise encore inconnue à l’époque, mais les responsables ne disposent pas des moyens nécessaires pour faire connaître Twista à un niveau national. Pendant les cinq années qui suivent, le rappeur survit en faisant des mixtapes jusqu’au moment où il raccroche le micro pour de petits boulots. Dans un dernier espoir, il enregistre un morceau avec un groupe local, les Do or Die, et revient sur le devant de la scène de Chicago avec Po Pimp.
En 1997, une seconde chance s'offre à lui en signant chez Creator's Way Associated Labels qui lui promettent de sortir un album chez Atlantic. Twista publie son troisième album, Adrenaline Rush, le 24 juin 1997 qui devient certifié disque d’or, avec plus de 500 000 exemplaires vendus aux États-Unis. Twista brise enfin les barrières locales. À cette période, Twista finit par laisser tomber le « Tung » qui accompagne son nom de scène. En 1998, il publie un album avec son groupe, The Speedknot Mobstaz, mais Mobstability est un échec commercial. Mécontent des résultats, le rappeur quitte son label.

### DeKamikazeàPerfect Storm(2001–2011)

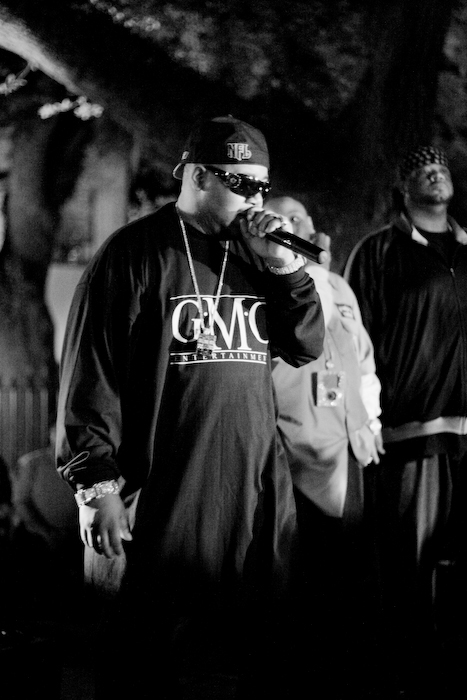
Twista en 2008.

Twista continue à faire des featurings avec des artistes connus comme Puff Daddy, Timbaland et Magoo, Jay-Z et les autres membres de Roc-A-Fella Records, jusqu’en 2003, date à laquelle il rencontre le producteur/rappeur Kanye West. Ils enregistrent ensemble avec Jamie Foxx le tube Slow Jamz, qui est un succès international, mettant en avant le flow de Twista. L'album compte plus de 2 millions d'exemplaires vendus aux États-Unis. Début 2004, Tiwsta publie son troisième album, Kamikaze, qui grimpe très vite en haut des classements. Le stade de disque d’or dépassé, il sort un autre single toujours avec Kanye West, Overnight Celebrity, et poursuit son succès critique et commercial jusqu’à atteindre, à l’âge de 30 ans, le disque de platine. D’autres singles suivent, dont So Sexy avec le chanteur de RnB R. Kelly pour ne citer que celui-ci. Le million d’exemplaires atteint, il publie la même année une réédition de Kamikaze avec deux titres bonus.
En 2005, Twista publie Hit the Floor en collaboration avec le rappeur cubano-américain Pitbull. Twista ne compte pas en rester là, puisqu’en 2005 sort son nouvel album, The Day After, où sont cités des producteurs faisant partie du top 10 tels que The Neptunes, Scott Storch ou Mr. Collipark, mais se sépare de Kanye West. Le premier single, Girl Tonite, en featuring avec Trey Songz, se classe à la quatorzième place du Billboard Hot 100. Le deuxième single, Hit the Floor, comprend un featuring du rappeur de Miami, Pitbull. L'album est certifié disque d'or. Son septième album, Adrenaline Rush 2007, est publié en septembre 2007. Twista lance un nouveau label appelé Get Money Gang Entertainment, et publie l'album Category F5 le 16 juin 2009, qui contient le single à succès Wetter. En 2009, Twista participe au single Legendary avec les rappeurs AK47 de Do or Die et Saurus and Bones,.
Twista publie son huitième album solo intitulé The Perfect Storm le 25 octobre 2010, qui atteint la 42e place du Billboard 200. Le premier single de l'album, Make a Movie, produit par The Legendary Traxster, en featuring avec Chris Brown, est publié le 24 août 2010. Deux singles à succès sont publiés : I Do produit par Traxster, et Heat produit par les producteurs NO I.D. et The Legendary Traxster. Un documentaire intitulé Mr. Immortality: The Life and Times of Twista, est réalisé par Vlad Yudin et publié par EMI Label Services le 11 janvier 2011, qui s'inspire de la vie de Twista et de la scène musicale de Chicago. D'autres artistes comme Ne-Yo, Big Boi d'Outkast, Jeremih, Scott Storch et Red Café, participent également au documentaire.

### The Dark Horse(depuis 2014)
En janvier 2013, Twista participe à un remix de la chanson Traffic de Lil Reese. En 2013, Twista travaille sur son neuvième album, The Dark Horse. Des rumeurs circulent selon lesquelles il serait publié au label de Kanye West, GOOD Music. Le premier single s'intitule Throwin My Money, en featuring avec R. Kelly et produit par Chris Millionaire. Twista participe à la chanson Jewels N Drugs de Lady Gaga sur l'album ARTPOP. It's Yours en featuring avec Tia London, le premier single de The Dark Horse, est publié le 6 mai 2014,. Il est diffusé sur les radios américaines le 27 mai 2014 par Capitol Records.
Twista publie son quatrième EP, Livin Legend le 4 décembre 2015.

## Discographie

### Albums studio
- 1992 : Runnin' Off at da Mouth (sous Tung Twista)
- 1994 : Resurrection
- 1997 : Adrenaline Rush
- 2004 : Kamikaze
- 2005 : The Day After
- 2007 : Adrenaline Rush 2007
- 2009 : Category F5
- 2010 : The Perfect Storm
- 2013 : The Dark Horse

### Compilations
- 2000 : Adrenaline Rush 2000
- 2008 : Soft Buck, Vol. 1

### Albums collaboratifs
- 1998 : Mobstability (avec Speedknot Mobstaz)
- 1999 : Legit Ballin Vol 1: The Album (avec Legit Ballaz)
- 2001 : Legit Ballin Vol 2: The New Testament 2K (Street Scriptures Compilation) (avec Legit Ballaz)
- 2001 : Tailwinds (avec Legit Ballaz)
- 2002 : Legit Ballin Vol 3: Respect the Game (avec Legit Ballaz)
- 2006 : TailWinds Vol.2 (avec Legit Ballaz)
- 2008 : Mobstability II: Nation Business (avec Speedknot Mobstaz)